# Mimolasiocercis albostictipennis
Mimolasiocercis albostictipennis là một loài bọ cánh cứng trong họ Cerambycidae.